# Чемпионат мира по бобслею 1937
6-й чемпионат мира по бобслею и скелетону прошёл 1 февраля 1937 года в городах Кортина-д’Ампеццо (соревнования проходили в мужских двойках) и в Санкт-Морице (соревнования проходили в мужских четвёрках).

## Соревнование двоек
| Золото                        | Серебро                                  | Бронза                      |
| Фредерик МакЭвой, Байран Блэк | Умберто Гиллардуцци, Антонио Гиллардуцци | Рето Кападрутт, Ханс Айчеле |

## Соревнование четвёрок
| Золото                                                  | Серебро                                           | Бронза                                               |
| Фредерик МакЭвой, Байран Блэк, Чарльз Грин, Дэвид Лукер | Герхард Фишер, Lohfeld, H. Fischer, Рольф Тиелеке | Дональд Фокс, Типпи Грей, Билл Дюпре, Джеймс Бикфорд |

## Медальный зачёт
| Место | Страна         | Золото | Серебро | Бронза | Всего |
| ----- | -------------- | ------ | ------- | ------ | ----- |
| 1     | Великобритания | 2      | 0       | 0      | 2     |
| 2     | Италия         | 0      | 1       | 0      | 1     |
| 3     | Германия       | 0      | 1       | 0      | 1     |
| 4     | Швейцария      | 0      | 0       | 1      | 1     |
| 5     | США            | 0      | 0       | 1      | 1     |